# Noruega en los Juegos Olímpicos de Londres 1908
Noruega estuvo representada en los Juegos Olímpicos de Londres 1908 por un total de 69 deportistas que compitieron en 7 deportes.  
El portador de la bandera en la ceremonia de apertura fue el gimnasta Oskar Bye.

## Medallistas
El equipo olímpico noruego obtuvo las siguientes medallas:
| Nombre                                                                                | Deporte            | Competición                               |
| ------------------------------------------------------------------------------------- | ------------------ | ----------------------------------------- |
| Oro                                                                                   |                    |                                           |
| Albert Helgerud                                                                       | Tiro               | Rifle en tres posiciones 300 m M          |
| Julius Braathe Albert Helgerud Einar Liberg Olaf Sæther Ole Sæther Gudbrand Skatteboe | Tiro               | Rifle en tres posiciones por eqs. 300 m M |
| Plata                                                                                 |                    |                                           |
| Arne Halse                                                                            | Atletismo          | Jabalina M                                |
| Equipo                                                                                | Gimnasia artística | Concurso completo por eqs. M              |
| Jacob Gundersen                                                                       | Lucha libre        | +73 kg M                                  |
| Bronce                                                                                |                    |                                           |
| Edvard Larsen                                                                         | Atletismo          | Triple salto M                            |
| Arne Halse                                                                            | Atletismo          | Jabalina (estilo libre) M                 |
| Ole Sæther                                                                            | Tiro               | Rifle en tres posiciones 300 m M          |